# 钱熙
钱熙（953年—1000年），字太雅，泉州南安人。宋朝政治人物。

## 生平
早年同郡曾会友善，曾一起讀書。陈洪进重视其才能，欲以其侄女嫁给他，被婉拒。雍熙二年，登进士甲科，补度州观察推官。寇准推荐，试中书迁殿中丞。淳化年间，因事连坐被削职，改为朗州通判，之后改任衡州通判，常博士。宋真宗即位，迁右司谏，改任杭州通判、越州通判。咸平三年（1000年）卒，年四十八。有子钱蒙吉。

## 延伸阅读
[在维基数据编辑]
 《宋史·卷440》，出自脱脱《宋史》